# Gana Abba Kimet
Gana Abba Kimet, född 12 maj 1946, är en friidrottare från Tchad. Han deltog vid olympiska sommarspelen 1972.